# Firmament (computerspel)
Firmament is een computerspel ontwikkeld en uitgegeven door Cyan Worlds voor Windows en macOS. Het avonturenspel startte aanvankelijk in 2018 op crowdfundingwebsite Kickstarter en is uitgekomen op 18 mei 2023.

## Gameplay
De speler neemt de rol aan van een Keeper, belast met de taak om de drie Realms te bewaken. Deze Realms zijn verbonden met een vervoermiddel via The Swan, een centrale plek in de wereld. De speler kan met zijn mechanische handschoen deuren openen en machines laten werken. Het voltooien van elk verhaal in Curievale, Juleston en St. Andrew, zorgt voor een upgrade van de handschoen, waarmee de speler uiteindelijk de Embrace kan activeren, een deur die leidt naar de ware aard van het Firmament-project, waarbij een geheim van veel grotere omvang wordt onthuld.

## Ontvangst
| Recensiescore       | Recensiescore |
| Recensieverzamelaar | Score         |
| ------------------- | ------------- |
| Metacritic          | 69%           |
| Publicist           | Score         |
| PC Gamer (VS)       | 73            |
| Shacknews           | 80            |

Firmament ontving gemengde recensies. Men prees het grafische gedeelte, ontwerp van de spelwereld en muziek. Kritiek was er op de weinig uitdagende gameplay, het gebrek aan interactie met de omgeving, en het verhaal dat te dun in vergelijking met Cyans eerdere spellen was opgezet.
Door het ontstaan van controverse rond de opmerking "met A.I. ondersteunde inhoud", publiceerde Cyan Worlds een officieel bericht dat dieper inging over waar deze AI precies voor werd gebruikt, zoals het aanpassen van de stemmen in het spel en als ondersteuning bij het script en artwork.
Op Metacritic, een recensieverzamelaar, heeft het spel een score van 69%.